# Dunlossit House

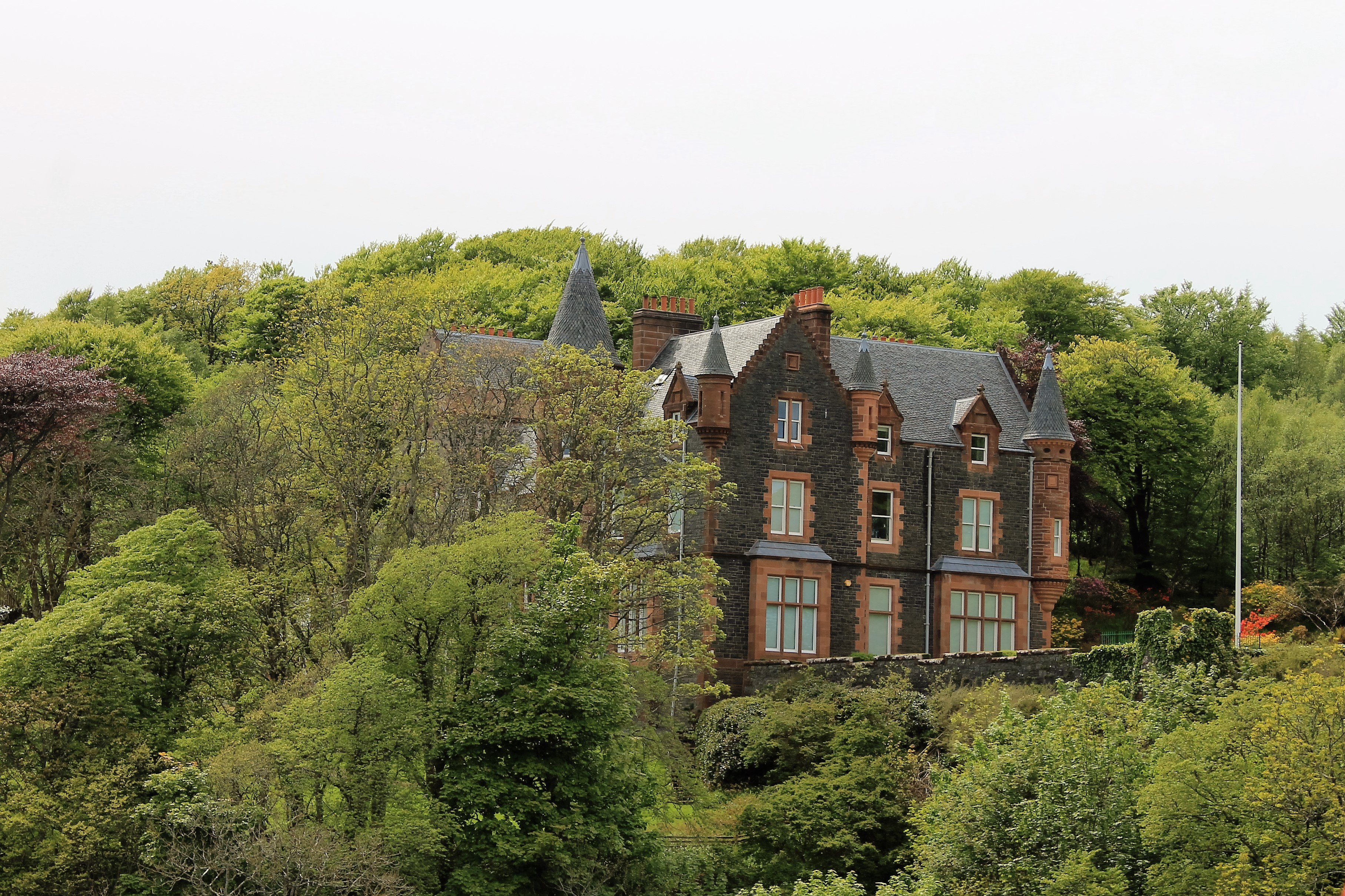
Dunlossit House

Dunlossit House ist ein Herrenhaus an der Ostküste der schottischen Hebrideninsel Islay. Es liegt isoliert inmitten der umgebenden Ländereien südlich des Fährhafens Port Askaig und überblickt den Islay-Sund. Es kann über einen Abzweig von der A846 zwischen Keills und Port Askaig erreicht werden. 1980 wurde Dunlossit House in die schottischen Denkmallisten in der Kategorie C eingetragen.
Dunlossit House wurde im Jahre 1865 für Kirkman Finlay of Dunlossit errichtet. Dieser besaß zu dieser Zeit Ländereien mit einer Fläche von 17.676 acre (etwa 71,5 km2) auf Islay. Auf den Ländereien von Dunlossit House befindet sich auch das denkmalgeschützte Gedenkkreuz von Dunlossit.
Seit 1937 gehört das Anwesen der Familie Schroder, derzeitige Besitzerin ist Leonie Schroder.

## Beschreibung
Dunlossit House besteht aus verschiedenen Gebäudeteilen, die in geschlossener Bauweise errichtet wurden. Die verschiedenen Flügel sind entweder zwei- oder dreistöckig. Das Natursteinmauerwerk besteht aus einem Schichtenmauerwerk aus behauenem Bruchstein. Alle Flügel schließen mit schiefergedeckten Satteldächern ab und besitzen teilweise Staffelgiebel. Von zahlreichen Gebäudekanten gehen zierende Ecktürmchen mit schiefergedeckten Kegeldächern ab. Dunlossit House besitzt einen kleinen Bergfried.